# Margarete Zabe

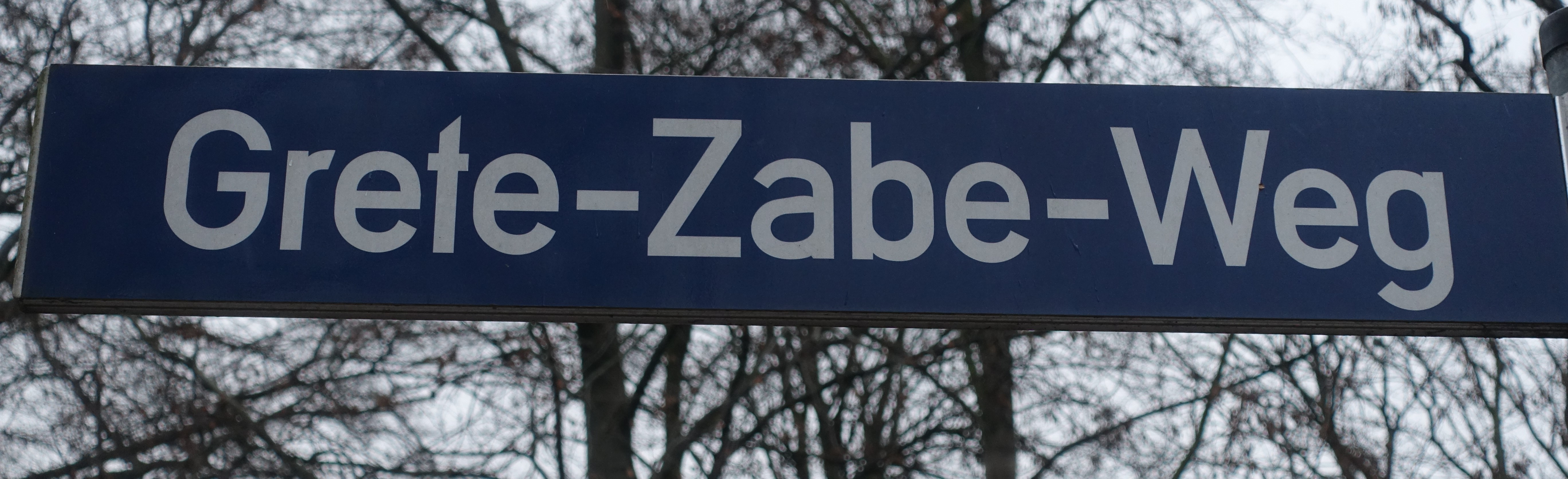
Grete-Zabe-Weg in Hamburg-Barmbek in der Nähe des S-Bahnhofs Friedrichsberg

Margarete Marie „Grete“ Zabe, geborene Tischkowsi (* 18. März 1877 in Danzig; † 1. Dezember 1963 in Hamburg) war eine deutsche Politikerin der SPD und Mitglied der Hamburger Bürgerschaft.

## Leben und Politik
Zabe besuchte die Volksschule und arbeitet danach als Dienstmädchen und als Zigarettenarbeiterin. Nach ihrer Hochzeit 1897 war sie als Aushilfskraft im Einzelhandel tätig. Das Ehepaar hatte drei Kinder.

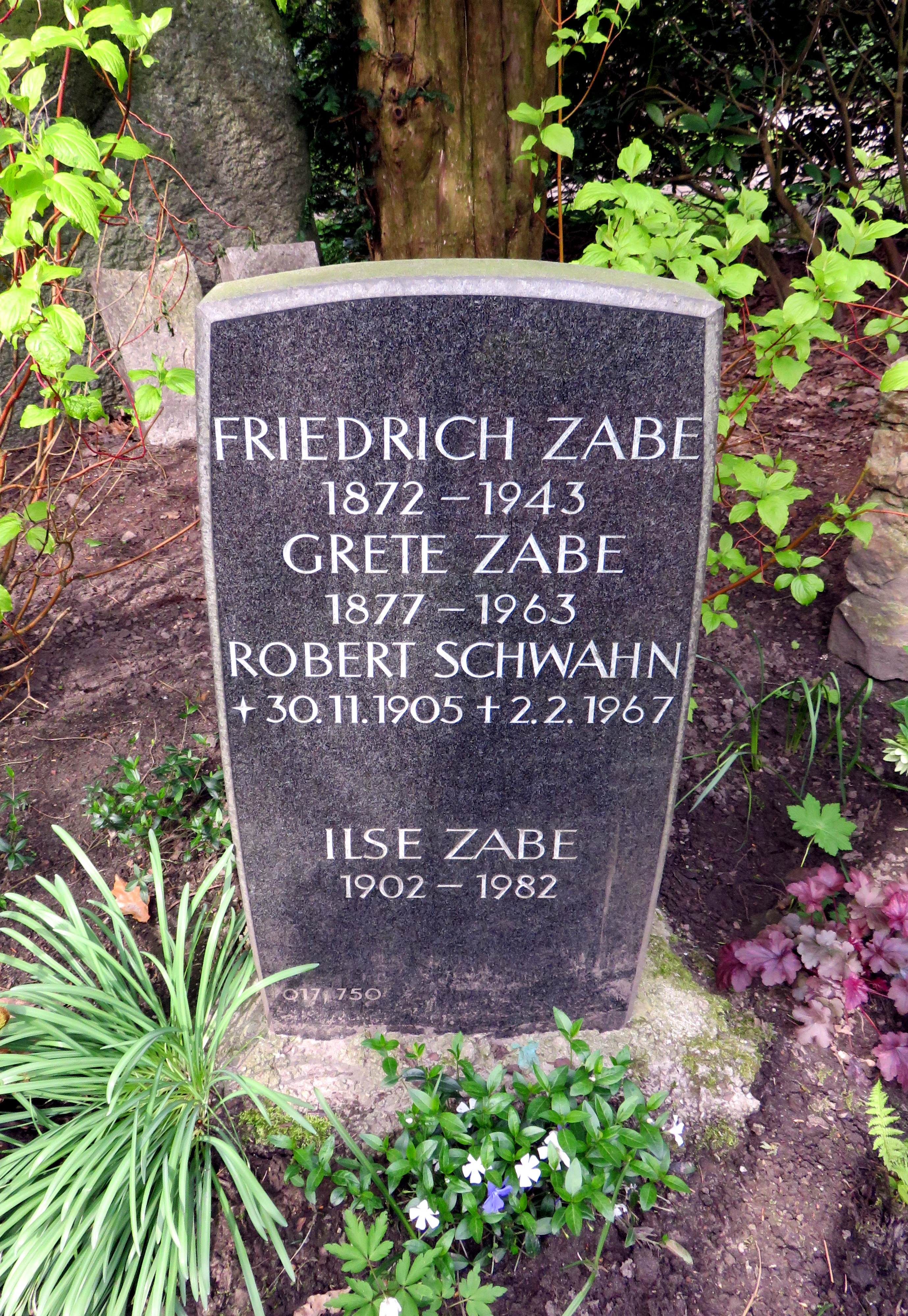
Grabstein im Garten der Frauen auf dem Friedhof Ohlsdorf

Ihr Ehemann war bereits Mitglied der SPD und überzeugte sie ebenfalls in die Partei einzutreten. 1907 übersiedelten sie nach Hamburg. Dort machte Grete Zabe sich schnell einen Namen als gute Rednerin, ihr Hauptthema waren die Rechte der Frau. 1913 wurde sie in den Vorstand des SPD-Distrikts Hamburg-Uhlenhorst gewählt. Während des Ersten Weltkrieges leitete sie die eine Kriegsküche in Uhlenhorst.
Während der gesamten Weimarer Republik (1919–1933) saß Zabe für die SPD in der Hamburgischen Bürgerschaft. Als einzige Frau war sie Deputierte in der Behörde für das Gefängniswesen und Mitglied des Kuratoriums des Schwesternvereins der „Hamburgischen Staatskrankenanstalten“. Sie war Mitglied des Hamburger SPD-Landesvorstandes und von 1922 bis 1927 Vorsitzende des sozialdemokratischen „Frauenaktionsausschusses“.
1933 wurde sie im Rahmen der Hamburger-Echo-Versammlung für zehn Tage in Untersuchungshaft genommen. 1944 wurde sie im Rahmen der Aktion Gewitter von der Gestapo verhaftet und für vier Tage im KZ festgehalten. Neben den polizeilichen Maßnahmen verlor sie wie viele andere Sozialdemokraten und Kommunisten ihren Arbeitsplatz.
Nach dem Zweiten Weltkrieg war sie für sie weiterhin für die SPD und die Arbeiterwohlfahrt tätig.

## Ehrungen
Der Grete-Zabe-Weg auf dem Gelände der früheren Staatskrankenanstalt Friedrichsberg in Hamburg-Barmbek-Süd erinnert an sie. 
Der Grabstein von Grete Zabe liegt seit Juli 2013 im Garten der Frauen auf dem Friedhof Ohlsdorf, Hamburg. Sie wird als bedeutende Persönlichkeit geführt.